# Acestòrides (militar)
|  | No s'ha de confondre amb Acestòrides (escriptor). |

Acestòrides (en grec antic  Ἀκεστορίδης, "Akestorídes", en llatí Acestorides) fou un militar corinti que va ser nomenat comandant suprem dels siracusans l'any 317 aC i que va expulsar del poder Agàtocles. L'esmenta Diodor de Sicília.